# 倫內爾島群

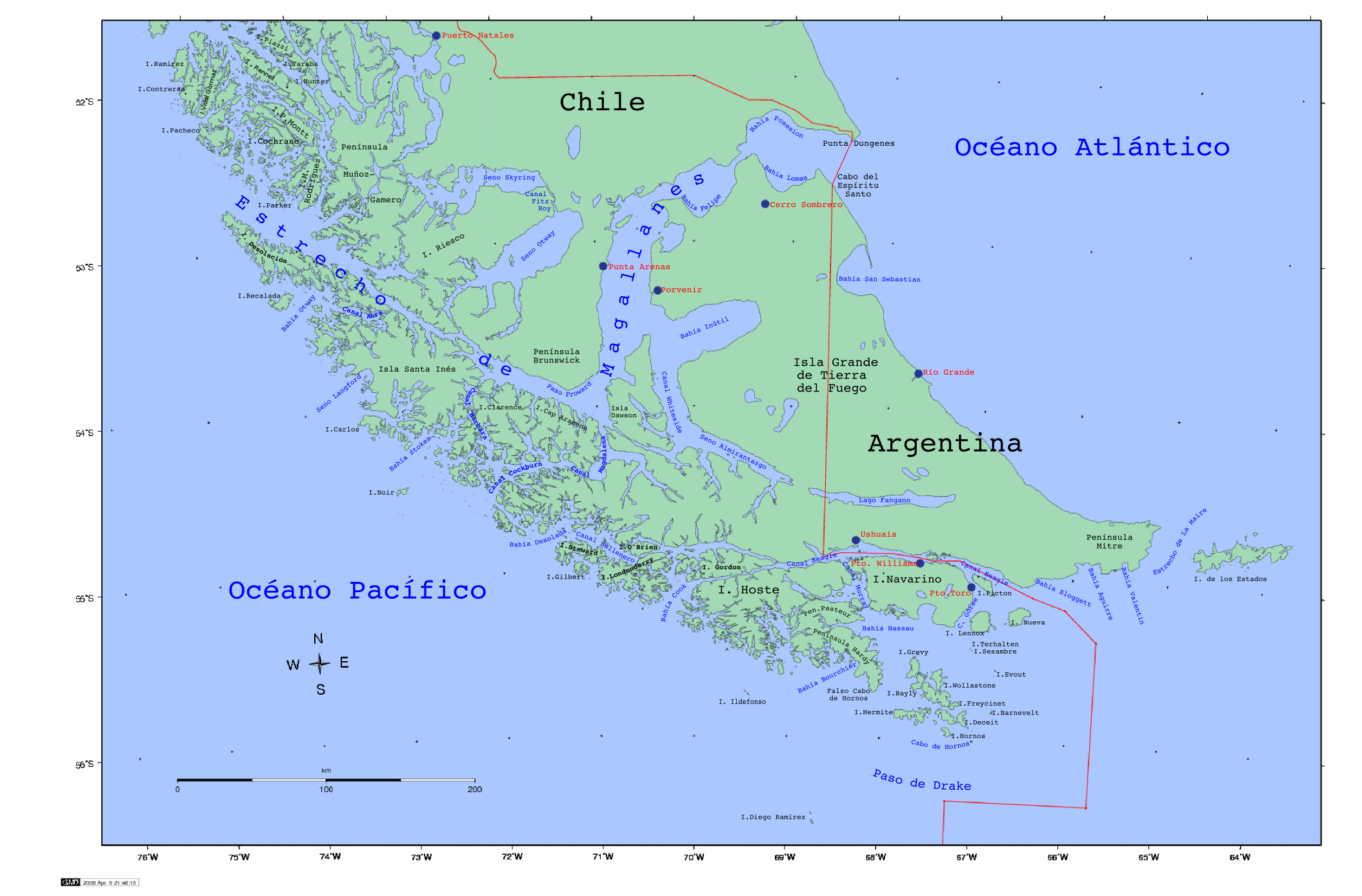

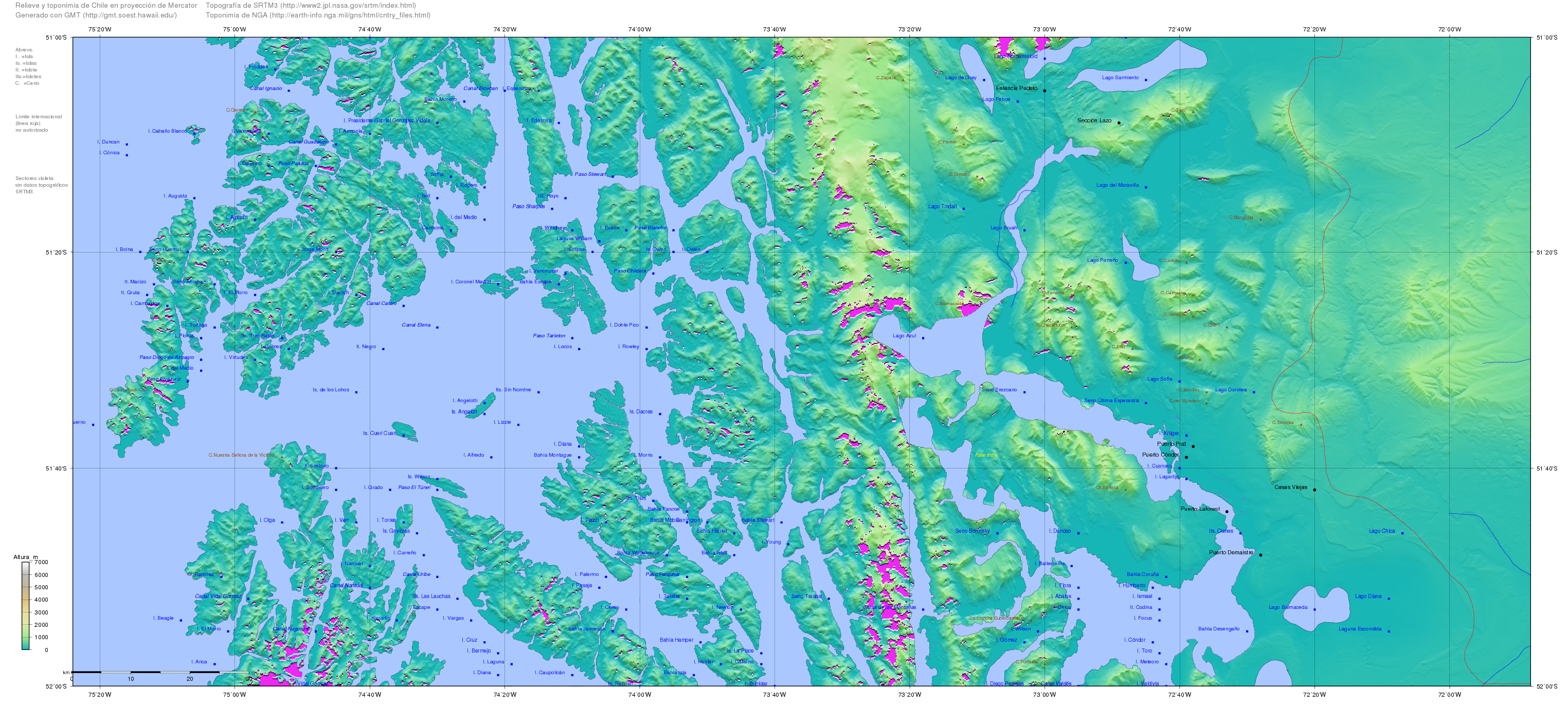

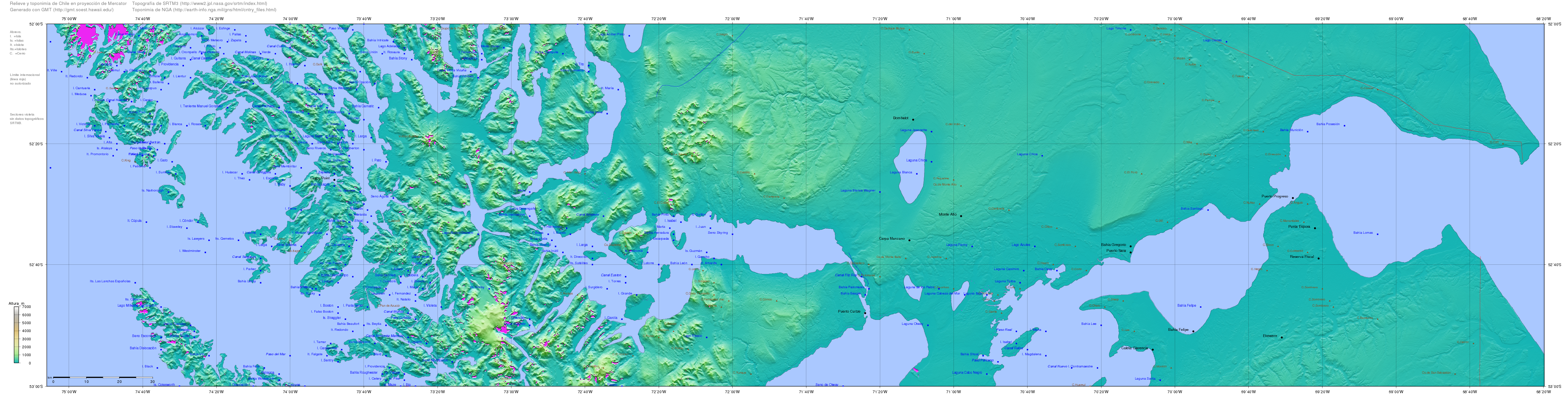

倫內爾島群是智利的島群，位於該國南部太平洋海域，行政方面由麥哲倫-智利南極大區負責管轄，屬於阿德萊達皇后群島的一部分，由南倫內爾島和北倫內爾島兩個島嶼組成，面積分別是340平方公里和303平方公里。
51°57′S 74°07′W / 51.950°S 74.117°W